# Tully (Somme)
Pour les articles homonymes, voir Tully.
Tully est une commune française située dans le département de la Somme, en région Hauts-de-France.
La commune fait partie du parc naturel régional Baie de Somme - Picardie maritime.

## Géographie

### Localisation
Tully est un village picard du Vimeu.
Limitrophe de Friville-Escarbotin, la localité est située à 8 km au nord-est d'Eu-Le Tréport, 10 km au nord-est de Mers-les-Bains, 23 km à l'ouest d'Abbeville, 36 km au nord-est de Dieppe et à 60 km au nord-ouest d'Amiens à vol d'oiseau.
Le territoire de la commune est limitrophe de ceux de cinq communes.
Les communes limitrophes sont Yzengremer, Allenay, Béthencourt-sur-Mer, Bourseville et Friville-Escarbotin.

### Hydrographie
La commune est située dans le bassin Artois-Picardie. Elle n'est drainée par aucun cours d'eau.

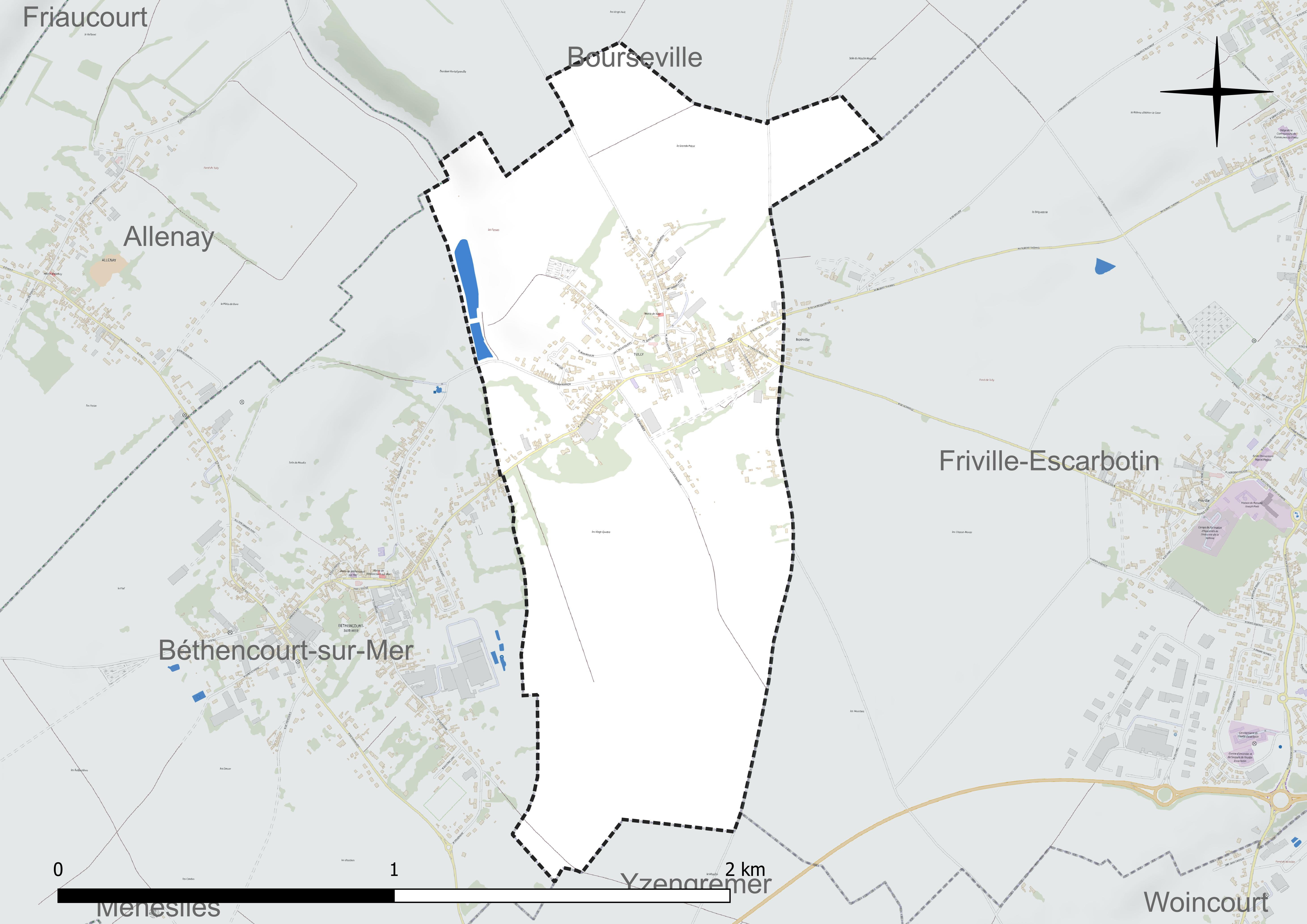
Réseau hydrographique de Tully.

### Climat
Pour des articles plus généraux, voir Climat des Hauts-de-France et Climat de la Somme.
En 2010, le climat de la commune est de type climat océanique franc, selon une étude du CNRS s'appuyant sur une série de données couvrant la période 1971-2000. En 2020, Météo-France publie une typologie des climats de la France métropolitaine dans laquelle la commune est exposée à un climat océanique et est dans la région climatique Côtes de la Manche orientale, caractérisée par un faible ensoleillement (1 550 h/an) ; forte humidité de l'air (plus de 20 h/jour avec humidité relative > 80 % en hiver), vents forts fréquents.
Pour la période 1971-2000, la température annuelle moyenne est de 10,3 °C, avec une amplitude thermique annuelle de 13,4 °C. Le cumul annuel moyen de précipitations est de 768 mm, avec 12,7 jours de précipitations en janvier et 8,9 jours en juillet. Pour la période 1991-2020, la température moyenne annuelle observée sur la station météorologique la plus proche, située sur la commune de Cayeux-sur-Mer à 11 km à vol d'oiseau, est de 11,4 °C et le cumul annuel moyen de précipitations est de 761,1 mm,. Pour l'avenir, les paramètres climatiques de la commune estimés pour 2050 selon différents scénarios d'émission de gaz à effet de serre sont consultables sur un site dédié publié par Météo-France en novembre 2022.

## Urbanisme

### Typologie
Au 1er janvier 2024, Tully est catégorisée petite ville, selon la nouvelle grille communale de densité à sept niveaux définie par l'Insee en 2022.
Elle appartient à l'unité urbaine de Béthencourt-sur-Mer, une agglomération intra-départementale regroupant quatre  communes, dont elle est ville-centre,,. Par ailleurs la commune fait partie de l'aire d'attraction de Friville-Escarbotin, dont elle est une commune du pôle principal,. Cette aire, qui regroupe 33 communes, est catégorisée dans les aires de moins de 50 000 habitants,.

### Occupation des sols
L'occupation des sols de la commune, telle qu'elle ressort de la base de données européenne d'occupation biophysique des sols Corine Land Cover (CLC), est marquée par l'importance des territoires agricoles (82,5 % en 2018), une proportion identique à celle de 1990 (82,5 %). La répartition détaillée en 2018 est la suivante : 
terres arables (72,7 %), zones urbanisées (17,5 %), zones agricoles hétérogènes (5,9 %), prairies (3,9 %). L'évolution de l'occupation des sols de la commune et de ses infrastructures peut être observée sur les différentes représentations cartographiques du territoire : la carte de Cassini (XVIIIe siècle), la carte d'état-major (1820-1866) et les cartes ou photos aériennes de l'IGN pour la période actuelle (1950 à aujourd'hui).

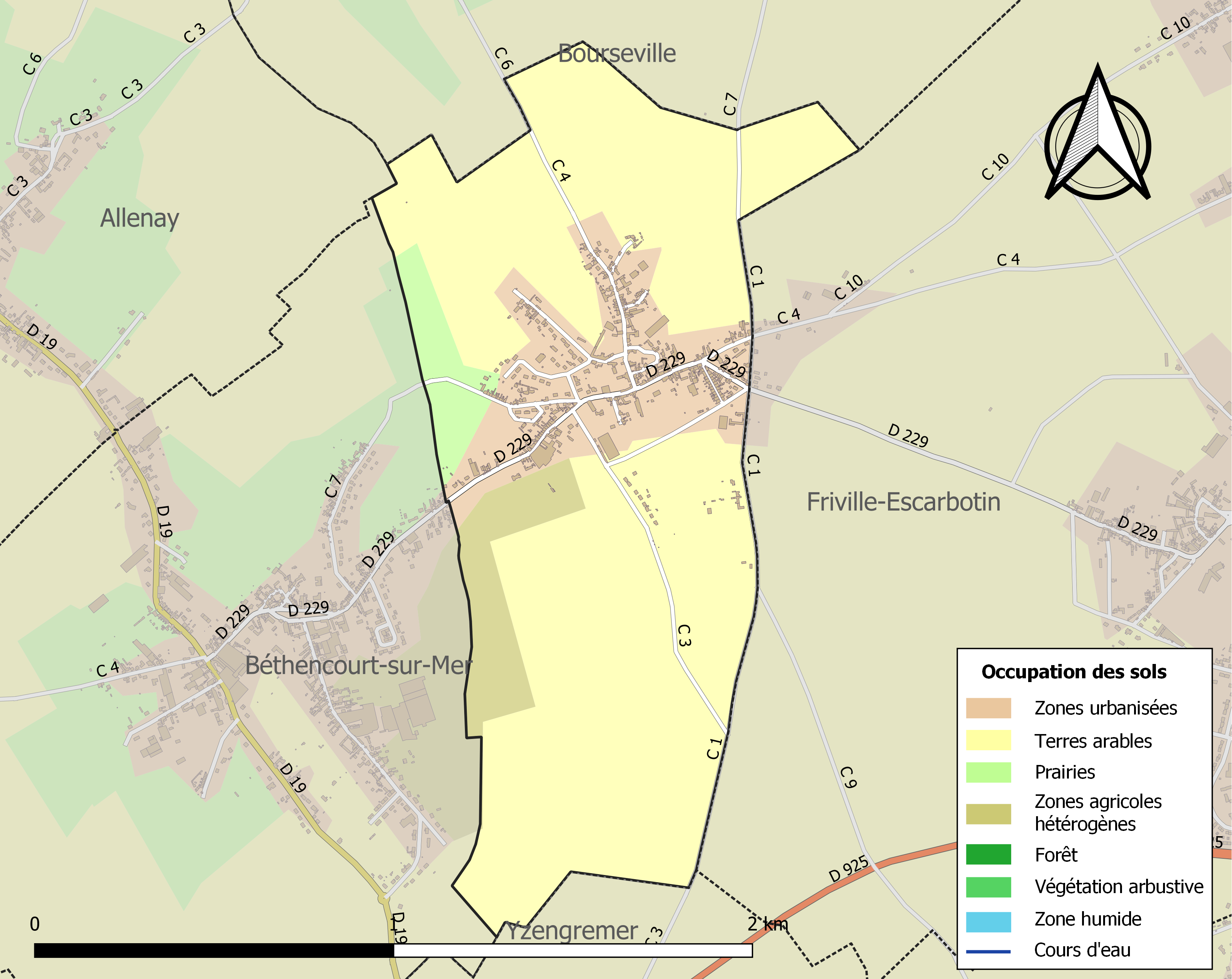
Carte des infrastructures et de l'occupation des sols de la commune en 2018 (CLC).

### Voies de communication et transports
En 2019, la localité est desservie par la ligne d'autocars no 2 (Mers-les-Bains - Friville - Abbeville) du réseau Trans'80, Hauts-de-France, chaque jour de la semaine sauf le dimanche et les jours fériés.

## Toponymie
Le nom de la localité est attesté sous les formes Tulinæ (831) ; Tilgei villa (921) ; Tulinae vers 1088 ; Tulino (1088) ; Tully (1262) ; Tulli (1284) ; Tuly (1301) ; Tullin (1492) ; Thully (1648) ; Tuli (1710).
Peut-être du latin tiliacius (lucus), « (bois) de tilleuls ».

## Histoire
L'abbé Alfred Rançon, auteur d'une « Histoire de Béthencourt-sur-Mer » écrite vers 1912, indique l'existence d'une « Histoire de Tully » écrite par l'abbé Hoin. Il affirme y avoir lu que le métier de serrurier est apparu à Tully en 1682 avec Richard Lecat.
La figure marquante de Tully au XIXe siècle est celle de Philbert Beauvisage (1817-1862), agriculteur et serrurier né et mort à Tully où sa sépulture indique « manufacturier ». Jeune, il part s'initier au commerce et à la fonderie de cuivre à Paris et revient créer une fonderie de cuivre à Tully en 1842 mais aussi, en 1848, la briqueterie afin d'accompagner en constructions de maisons et ateliers le développement économique ainsi amorcé : de fait, avec une main-d'œuvre nouvelle venant initialement de Paris, le nombre d'habitants de Tully, qui est invariablement de 302 en 1800 et 1840, sera de 414 en 1876 et de 711 en 1910. « Peu de communes offrent aujourd'hui un roulement d'affaires aussi considérable… De vastes ateliers s'élèvent qui appellent incessamment des bras nouveaux et remplissent le petit village d'animation et de bruit » s'enchante ainsi Pierre Briez en 1857. Si la création d'une distillerie à Woincourt par Philbert Beauvisage le présente toujours agriculteur dans l'âme, il innove en formant une fonderie de fer en 1853 (la pièce de serrurerie forgée - pêne, demi-tour, clé - s'y substituant historiquement à la pièce moulée), diversifie la production avec les « articles de Paris », la quincaillerie décorative et les pompes à incendie, puis installe une machine à vapeur en 1856. Après sa mort survenue le 24 novembre 1862 - alors qu'il venait de se marier le 10 avril précédent et qu'il n'a que 45 ans - sa jeune veuve Elbanie Beauvisage-Debeaurain (1835-1911), mettant au monde leur fille prénommée Marie-Philbertine de 15 juin 1863, maintient simultanément l'activité jusqu'à son remariage le 10 juillet 1866 avec Zénobé Buiret (1835-1909) dont naît leur fils Camille (1870-1953) et au rachat par son père, le serrurier-forgeron François-Firmin Debeaurain (1808-1885), de la firme qui prend en 1866 le nom de Buiret-Debeaurain. C'est sur ce dernier nom qu'en 1875 Florency Devillers ouvre sa description admirative de Tully : « cette double industrie (cuivre et fonte malléable) occupe un certain nombre d'ouvriers que l'on peut évaluer à 200… Cette fonderie est l'une des plus considérables du Vimeu, elle possède un matériel et un outillage de première qualité, elle est muée par la vapeur »,. Treize années donc après la mort de Philbert Beauvisage, son œuvre reste représentative d'une modernité qui annonce le XXe siècle.

## Politique et administration
| Période                                  | Période                      | Identité            | Étiquette | Qualité                                                                  |
| ---------------------------------------- | ---------------------------- | ------------------- | --------- | ------------------------------------------------------------------------ |
| Les données manquantes sont à compléter. |                              |                     |           |                                                                          |
| An VII (1798-99)                         | 1815                         | François Dufrien    |           |                                                                          |
| 1825                                     | 1826                         | Le Roux du Feugeray |           |                                                                          |
| 1826                                     | 1831                         | Antoine Beauvisage  |           |                                                                          |
| 1831                                     | 1861                         | Louis Becquet       |           |                                                                          |
| 1861                                     | 1862                         | Firmin Boutte       |           |                                                                          |
| 1862                                     | 1875                         | Ferdinand Caqueret  |           |                                                                          |
| 1875                                     | 1912                         | Anthime Caudron     |           |                                                                          |
| 1919                                     | 1926                         | Georges Crépy       |           |                                                                          |
| 1926                                     | 1941                         | Emile Debeaurain    | SFIO      |                                                                          |
| Les données manquantes sont à compléter. |                              |                     |           |                                                                          |
| mars 1977                                | mars 2001                    | Jacques Mullesch    | PCF       | Ouvrier Syndicaliste CGT Président de la CC Vimeu Industriel (1983-2001) |
| mars 2001                                | mai 2020                     | Jack Soumillon      | PCF       |                                                                          |
| mai 2020                                 | En cours (au 8 octobre 2020) | Béatrice Mullesch   |           |                                                                          |

### Tendances politiques et résultats
| Scrutin              | 1er tour | 1er tour | 1er tour | 1er tour | 1er tour | 1er tour | 1er tour | 1er tour | 1er tour | 1er tour | 1er tour | 1er tour |     | 2e tour | 2e tour | 2e tour | 2e tour | 2e tour | 2e tour | 2e tour | 2e tour | 2e tour |
| Scrutin              | 1er      | 1er      | %        | 2e       | 2e       | %        | 3e       | 3e       | %        | 4e       | 4e       | %        | 1er | 1er     | %       | 2e      | 2e      | %       | 3e      | 3e      | %       |         |
| -------------------- | -------- | -------- | -------- | -------- | -------- | -------- | -------- | -------- | -------- | -------- | -------- | -------- | --- | ------- | ------- | ------- | ------- | ------- | ------- | ------- | ------- | ------- |
| Départementales 2021 |          | UGE      | 45,10    |          | DVG      | 18,95    |          | UCD      | 18,30    |          | RN       | 17,65    |     |         | UGE     | 64,08   |         | UCD     | 35,92   |         |         |         |
| Régionales 2021      |          | UCD      | 32,03    |          | UGE      | 26,80    |          | RN       | 18,30    |          | LO       | 11,76    |     | UCD     | 46,97   |         | UGE     | 35,61   |         | RN      | 17,42   |         |
| Présidentielle 2022  |          | RN       | 37,46    |          | LFI      | 25,70    |          | LREM     | 14,86    |          | PCF      | 8,67     |     | RN      | 57,76   |         | LREM    | 42,24   |         |         |         |         |
| Législatives 2022    |          | PCF      | 42,65    |          | RN       | 24,64    |          | LR       | 19,43    |          | LREM     | 8,06     |     | LR      | 51,61   |         | RN      | 48,39   |         |         |         |         |
| Européennes 2024     |          | RN       | 47,43    |          | PCF      | 15,02    |          | DVD      | 8,70     |          | RE       | 7,91     |     |         |         |         |         |         |         |         |         |         |
| Législatives 2024    |          | RN       | 49,02    |          | PCF      | 30,72    |          | LR       | 16,67    |          | HOR      | 2,61     |     | RN      | 56,74   |         | LR      | 43,26   |         |         |         |         |

## Population et société

### Démographie
L'évolution du nombre d'habitants est connue à travers les recensements de la population effectués dans la commune depuis 1793. Pour les communes de moins de 10 000 habitants, une enquête de recensement portant sur toute la population est réalisée tous les cinq ans, les populations de référence des années intermédiaires étant quant à elles estimées par interpolation ou extrapolation. Pour la commune, le premier recensement exhaustif entrant dans le cadre du nouveau dispositif a été réalisé en 2007.

En 2022, la commune comptait 544 habitants, en évolution de −2,68 % par rapport à 2016 (Somme : −1,26 %, France hors Mayotte : +2,11 %).
| 1793 | 1800 | 1806 | 1821 | 1831 | 1836 | 1841 | 1846 | 1851 |
| ---- | ---- | ---- | ---- | ---- | ---- | ---- | ---- | ---- |
| 306  | 290  | 309  | 293  | 292  | 321  | 310  | 302  | 291  |

| 1856 | 1861 | 1866 | 1872 | 1876 | 1881 | 1886 | 1891 | 1896 |
| ---- | ---- | ---- | ---- | ---- | ---- | ---- | ---- | ---- |
| 305  | 350  | 384  | 414  | 446  | 531  | 611  | 627  | 662  |

| 1901 | 1906 | 1911 | 1921 | 1926 | 1931 | 1936 | 1946 | 1954 |
| ---- | ---- | ---- | ---- | ---- | ---- | ---- | ---- | ---- |
| 711  | 710  | 766  | 681  | 820  | 771  | 733  | 685  | 750  |

| 1962 | 1968 | 1975 | 1982 | 1990 | 1999 | 2006 | 2007 | 2012 |
| ---- | ---- | ---- | ---- | ---- | ---- | ---- | ---- | ---- |
| 772  | 804  | 731  | 677  | 699  | 663  | 629  | 624  | 594  |

| 2017 | 2022 | - | - | - | - | - | - | - |
| ---- | ---- | - | - | - | - | - | - | - |
| 548  | 544  | - | - | - | - | - | - | - |

### Enseignement
La commune héberge une école primaire publique maternelle et élémentaire de 37 élèves à la rentrée scolaire 2017.

## Culture locale et patrimoine

### Lieux et monuments
- Église Saint-Firmin remaniée au XIXe siècle.

- Anciens bâtiments industriels des fonderies Buiret[39] et Fonderie de Tully[40].
- La croix en tuf, une des seules de ce type à avoir porté un crucifix[41].
- Le château Buiret. Avec ses anciennes écuries, son parc et ses serres, il est le lieu d'opérations culturelles[42].
- Le château Hurtel et sa cité ouvrière.

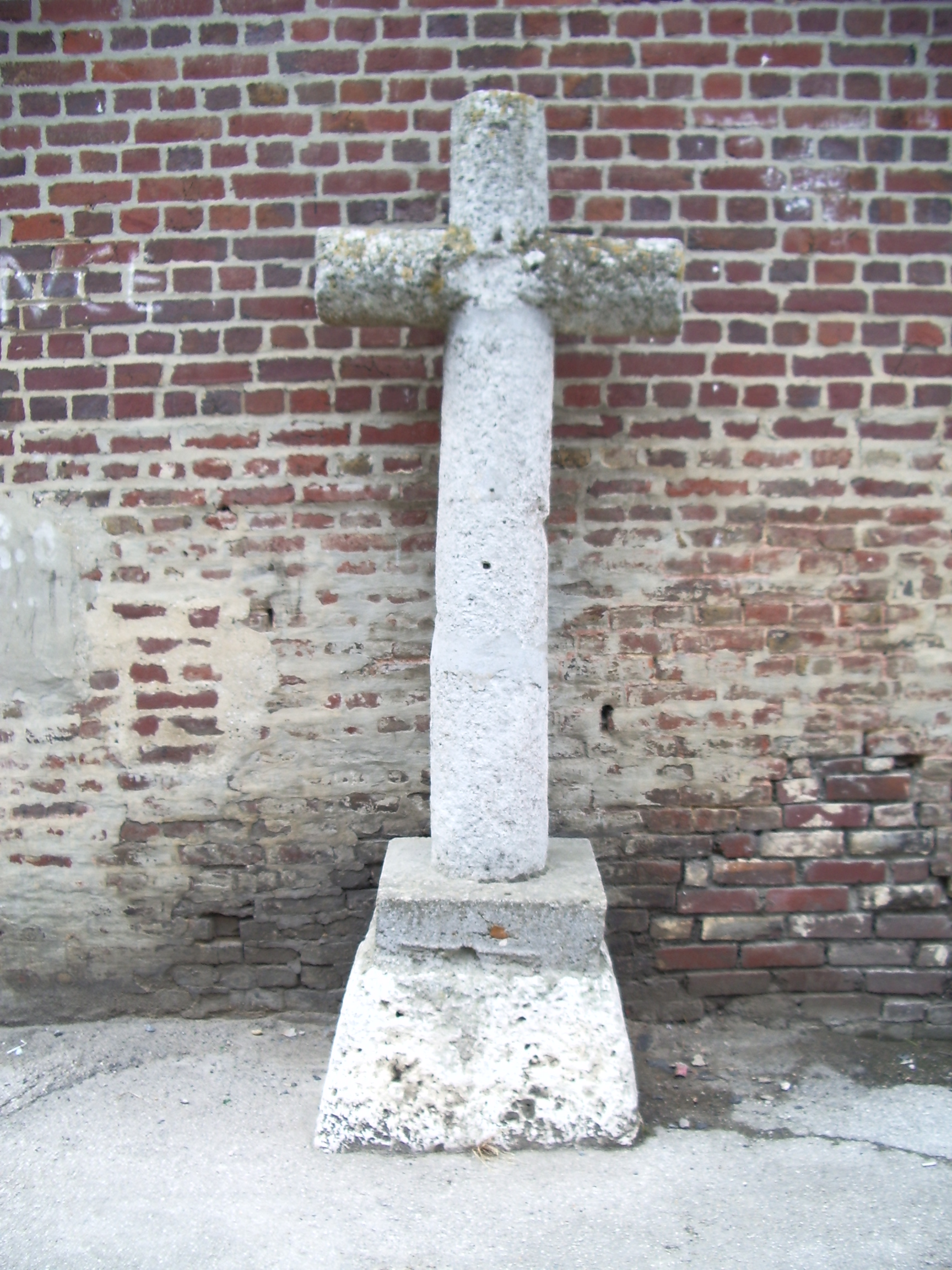
Croix médiévale en tuf, typique du Vimeu.
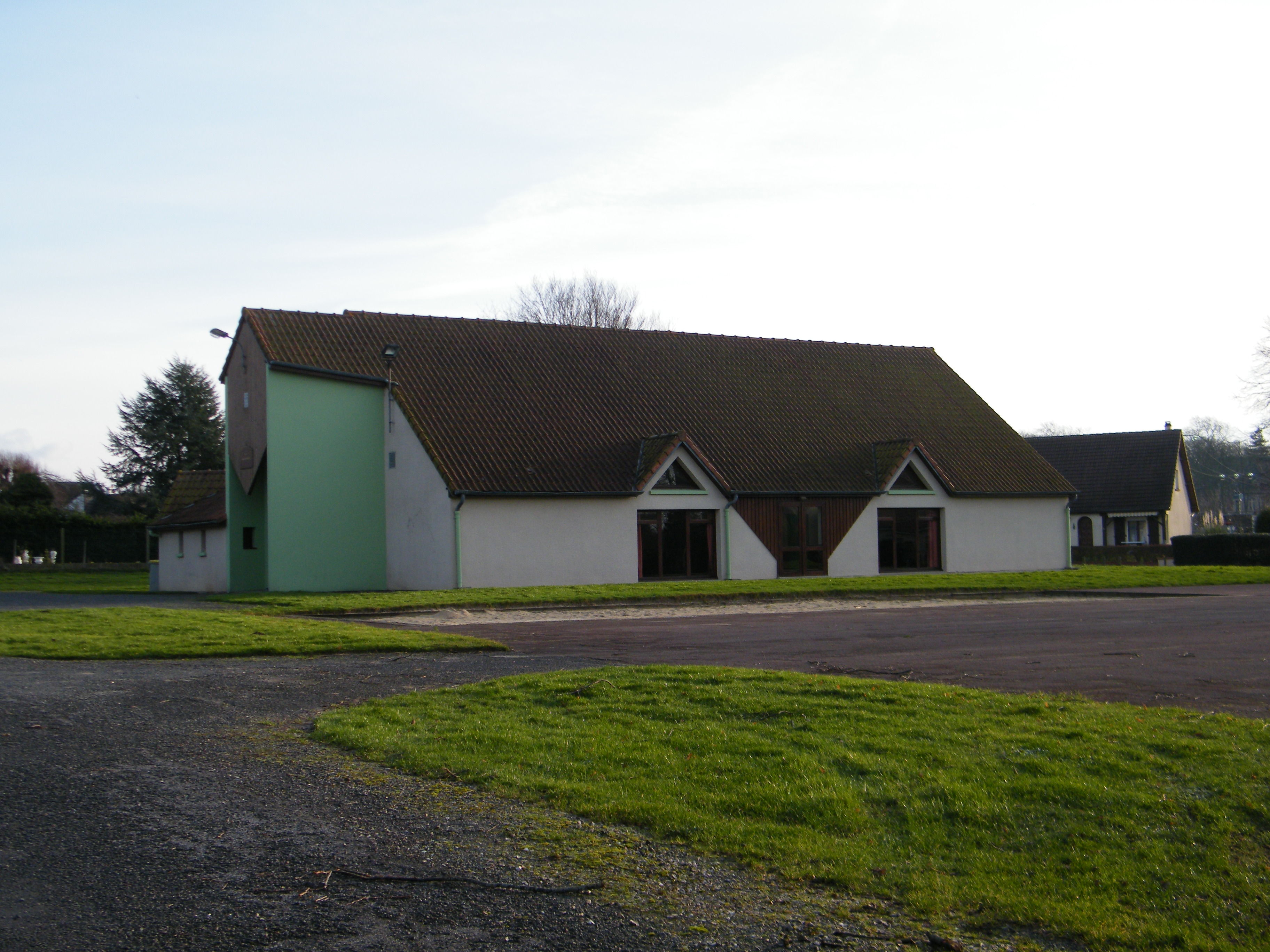
Salle communale.
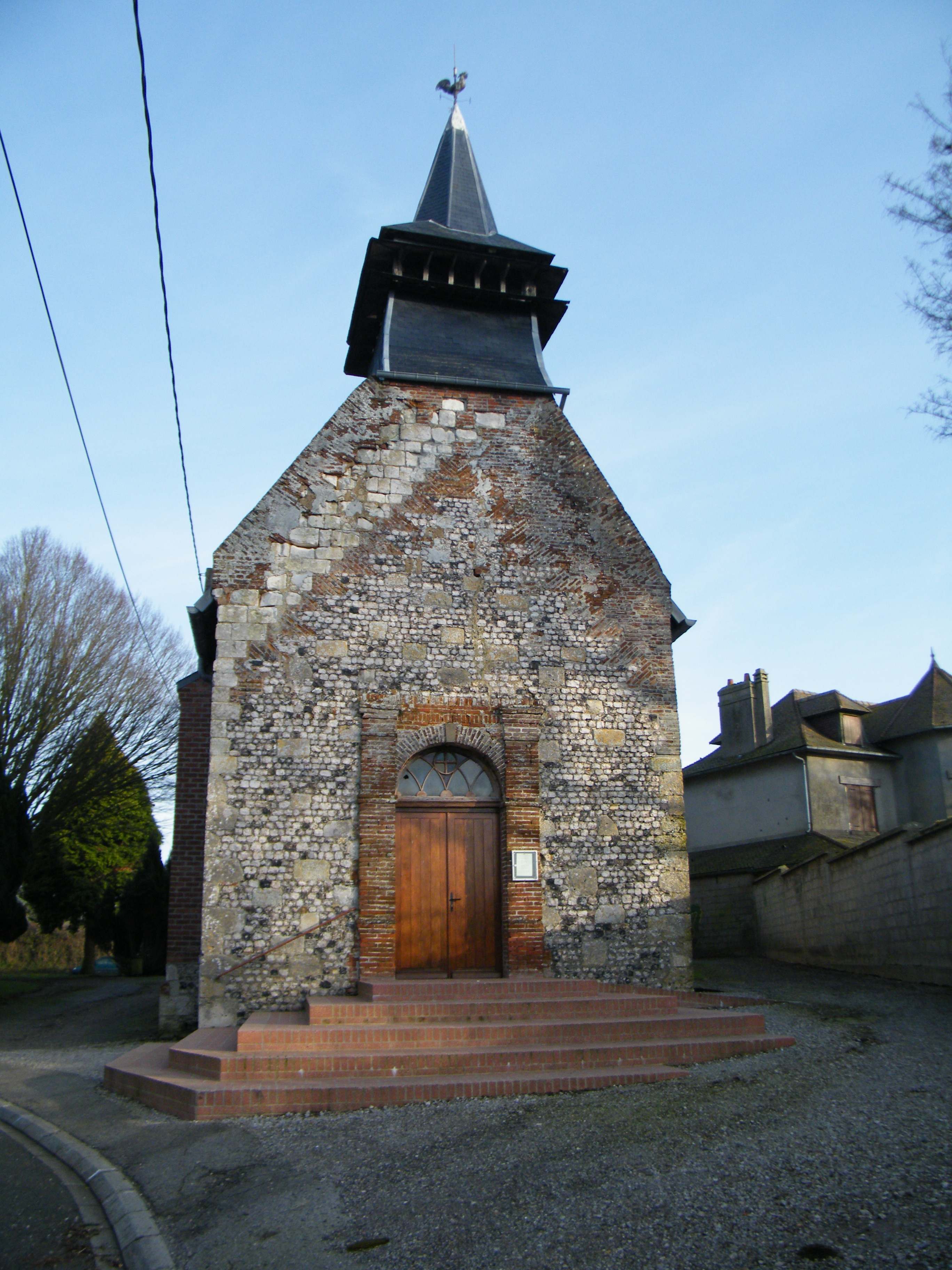
Église.
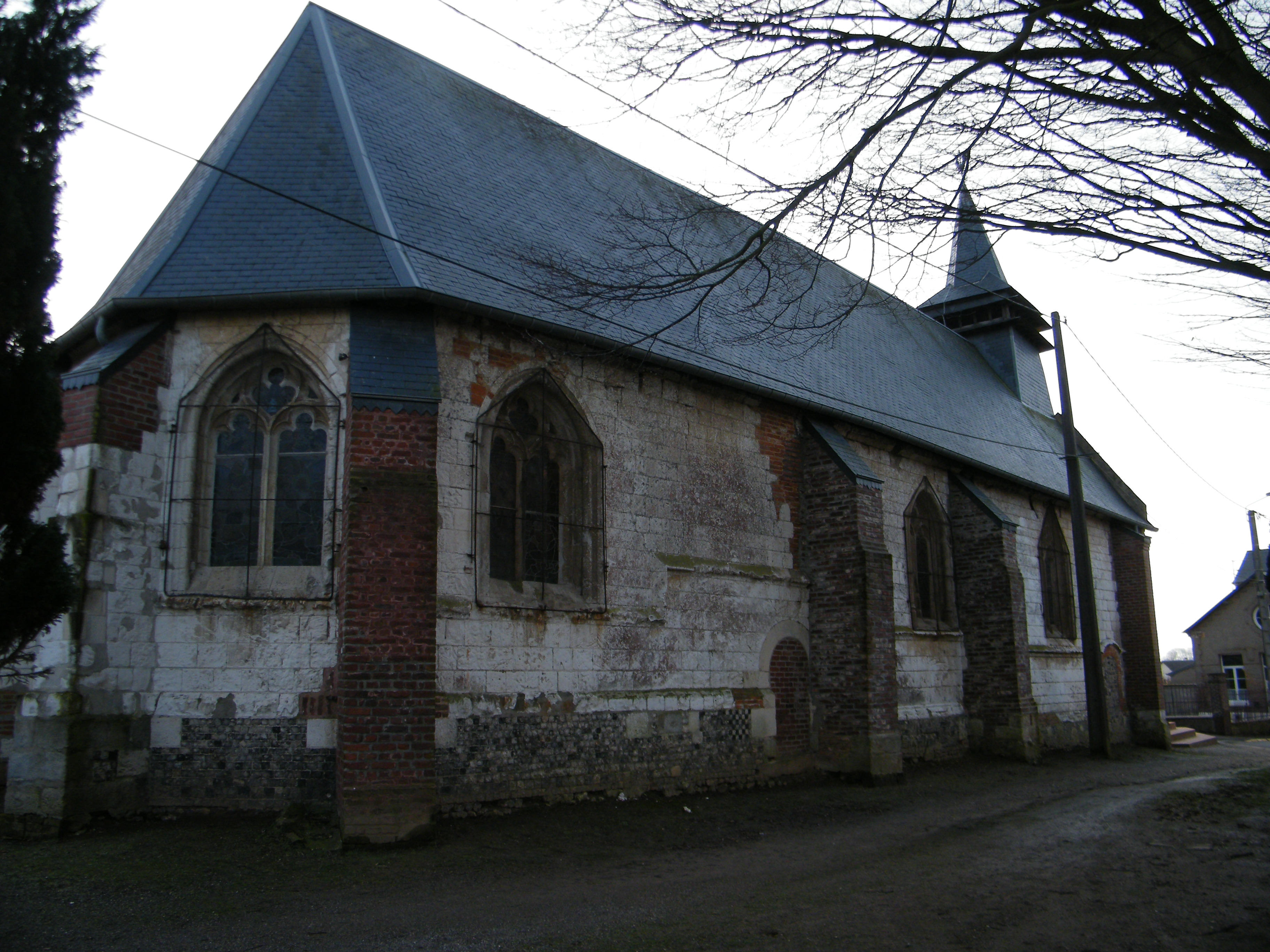
Chevet de l'église.
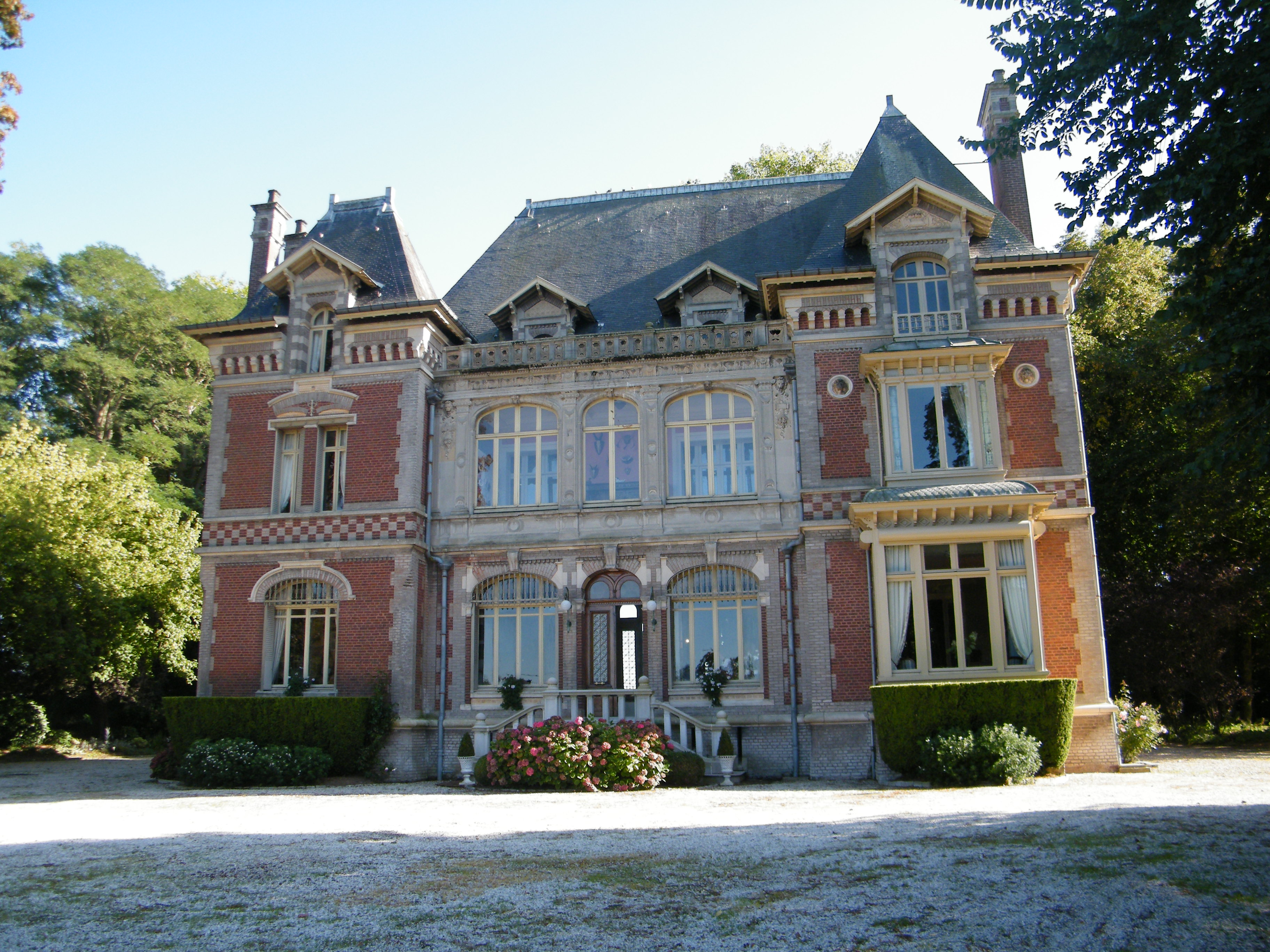
Château Buiret.